# サザンステーション
『サザンステーション』は、1985年10月1日から2009年12月31日までFM沖縄で放送されていた平日午後のワイド番組である。番組終了時の放送時間は毎週月曜 - 金曜 14:00 - 15:45（日本標準時）。
この番組はオール洋楽番組で、14:00 - 14:45 の部が『PART1』、15:00 - 15:45 の部が『PART2』となっていた。その合間には、14:45 - 14:50 に『For You』、14:50 - 14:55 に『New Disk Preview』、14:55 - 15:00 に『Eternity』→『Japan Furusato Network』といった複数のミニ番組が放送されていた。
放送期間中、番組でよく流れていた曲を収録したコンピレーションCD『サザンステーション〜FM沖縄15周年アニバーサリー』『サザンステーション2001』がリリースされた。

## パーソナリティ
- ナンシー（水曜・木曜・金曜）
- タグチマミ（月曜・火曜）
- ローナ
- ダン・パーディー（月曜 - 木曜）